# Rio Forçados
Forçados (originalmente Forcados) é um rio navegável do delta do Níger, no sul da Nigéria. Deixa o curso principal do Níger a 32 quilômetros a jusante de Abo e flui por 198 quilômetros em zonas de pântanos de água doce, manguezais e cordilheiras costeiras até o golfo do Benim. As cidades de Forçados e Burutu, respectivamente a 24 e 32 quilômetros a montante do golfo, possuem portos no rio, mas boa parte da produção agrícola embarcada no Níger e Forçados é exportada por Uarri, que se conecta a Forçados pelo rio Uarri. Apesar do intenso tráfego comercial, as embarcações oceânicas não conseguem usar a saída do Forçados para o mar desde 1939 devido ao lodo acumulado.